# TTC Langweid
 (août 2023).
Si vous disposez d'ouvrages ou d'articles de référence ou si vous connaissez des sites web de qualité traitant du thème abordé ici, merci de compléter l'article en donnant les références utiles à sa vérifiabilité et en les liant à la section « Notes et références ».
Le TTC Langweid est un club allemand de tennis de table situé à Langweid am Lech. Son équipe féminine a remporté de nombreux titres nationaux et internationaux, et a réussi l'incroyable performance de remporter pour ses trois premières participations européennes les Coupes d'Europe dans lesquelles l'équipe était engagée.

## Histoire du club

### L'ascension vers l'élite (1968-1988)
Le club est à sa création connu sous le nom de FC Langweid. Entre 1930, année de sa création et 1960, le club est exclusivement consacré au football. Puis il s'est ouvert à d'autres sports devient alors un club omnisports. La section tennis de table voit le jour en 1968. Vingt ans plus tard, après avoir grimpé progressivement les échelons, les femmes débarquent en Bundesliga. Les deux premières saisons sont difficiles et le club est relégué en deuxième division. Elles retournent en première division en 1993, et dès son retour à l'élite, elles décrochent la qualification pour la prochaine Coupe d'Europe Nancy-Evans. 

### L'âge d'or (1995-1999)
En 1995, la section féminine réussissent un incroyable exploit en remportant pour sa première aventure européenne la Coupe d'Europe Nancy-Evans. Le FC Langweid prend une nouvelle dimension l'année suivante en devenant champion d'Allemagne et en conservant son trophée européen aux dépens (une nouvelle fois) du Bayer Uerdingen. Étant championnes nationales, les filles sont donc qualifiées pour la Coupe des Clubs Champions. À la surprise générale, elles remportent la Coupe d'Europe face aux ultra-favorites Hongroises du Statisztika-Metalloglobus Budapest. Après une année 1998 vierge de titres au grand bonheur de ses adversaires, elles repartent pour une nouvelle année faste : championnes d'Allemagne pour la 2e fois de son histoire, elles remportent la Coupe d'Europe Nancy-Evans face au... Bayer Uerdingen.
Résultats : 4 Coupes d'Europe pour ses 5 premières participations et deux titres nationales.

### Domination nationale et stabilité européenne (2000-2007)
Dès lors, c'est en championnat que le club va garnir son petit mais gros palmarès. En 2000, elles décrochent leur deuxième titre consécutif et sont battues en finale de la Coupe des Clubs Champions face au Statisztika PSC Budapest qui prend sa revanche de la finale de 1997. Les filles réitèrent les mêmes résultats la saison suivante et sont battues pour la 3e année consécutive en finale de la Coupe des Clubs Champions par les Néerlandaises du Henk ten Hoor DTK en 2002. Dès lors, elles jouent sous le nom de Müllermilch Langweid. Engagé en Coupe d'Europe Nancy-Evans en 2003, le club perd sa 4e finale européenne consécutive face aux Hongroises du Postás Matáv Budapest mais se console en reprenant le titre de championnes d'Allemagne laissé l'année précédente au FSV Kroppach. Qualifiées pour les deux dernières éditions de la Coupe des Clubs Champions, elles remportent les deux dernières finales face à Linz AG Froschberg (2004) et au Statisztika PSC Budapest (2005) avec un nouveau titres de championnes d'Allemagne en 2004. Le club participe en 2006 à la première Ligue des Champions mais s'incline en finale face aux italiennes du Sterilgarda Castel Goffredo. À la suite du retrait du sponsor principal Müllermilch, le club redémarre la saison suivante sous le nom de TTC Langweid. Elles décrochent deux nouveaux titres de championnes d'Allemagne en 2006 et 2007.
Le club se retire de la Bundesliga à la fin de la saison 2011/2012 est redémarre dans les championnats régionaux dès la saison suivante.

## Palmarès
- Coupe des Clubs Champions (3)
  - Vainqueur en 1997, 2004, 2005
  - Finaliste en 2000, 2001, 2002
- Ligue des Champions
  - Finaliste en 2006
- Coupe d'Europe Nancy-Evans (3)
  - Vainqueur en 1995, 1996, 1999
  - Finaliste en 2003
- Championnat d'Allemagne (8)
  - Championnes en 1996, 1999, 2000, 2001, 2003, 2004, 2006, 2007